# بخش بیارجمند
بخش بیارجمند یکی از بخش‌های شهرستان شاهرود در استان سمنان ایران است. این بخش از بخش های مهم منطقه سربداران محسوب می گردد و تا دی ماه سال ۱۳۱۶ از توابع خراسان و سبزوار بوده است. مردم بخش بیارجمند به زبان فارسی خراسانی با گویش سبزواری صحبت می کنند.

## تقسیمات کشوری
- بخش بیارجمند
  - دهستان بیارجمند
  - دهستان خوارتوران

شهرها: بیارجمند

## مشاهیر
ابوعلی حسین بن احمد سلّامی بیهقی
مورخ، شاعر و نویسنده ایرانی است که در قرن سوم هجری در خوارتوران از توابع بیهق خراسان زاده شد. از سلّامی بیهقی تألیفات و تصنیفات بسیاری باقی مانده است. کتاب های  تاریخ خراسان، المصباح و الثارات از مهم ترین آثار او می باشند. ابوالحسن بیهقی در تألیف کتاب تاریخ بیهق از کتاب تاریخ خراسان او بهره جسته است. وی در سال ۳۰۰ هجری چشم از جهان بست.
احمد بن ابراهیم اعسری بیهقی خواری 
شاعر ایرانی است که در قرن سوم هجری در خوارتوران از توابع بیهق خراسان زاده شد. مهم ترین اثر وی دیوان اشعار او است.
ابوعبدالله محمد بن محمد بن جابر بیهقی شاعر ایرانی است که در قرن چهارم هجری در خوارتوران از توابع بیهق خراسان زاده شد.

## جمعیت
بنابر سرشماری مرکز آمار ایران، جمعیت بخش بیارجمند شهرستان شاهرود در سال ۱۳۸۵ برابر با ۸۳۲۴ نفر بوده است.